# 黎巴嫩河流列表
黎巴嫩河流列表，列舉全部或部分在黎巴嫩境內的河流，並依照流域排列；支流則由河口至源頭排序。

## 地中海
- 阿西河：跨國河流，下游位於敍利亞、土耳其境內。
- 利塔尼河

## 死海
- 約旦河
  - 哈斯巴尼河：跨國河流，下游一度黎巴嫩與以色列控制的戈蘭高地的界河，最終流入以色列境內。